# Stoofvlees

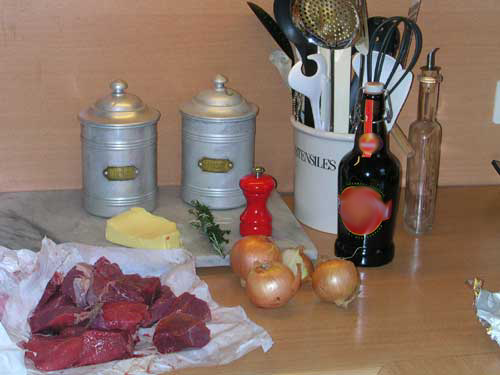
Typische ingrediënten van stoofvlees

Stoofvlees (of suddervlees of hachee) is vlees dat op laag vuur gedurende lange tijd gegaard is (gestoofd) om het mals te maken. Tijdens het sudderen worden stoffen als collageen en elastine afgebroken die het vlees stug houden. Doordat de structuur van rundvlees uit vezels bestaat, valt het na het sudderen in draden uit elkaar. Het gebruik van een hogedrukpan kan de gaartijd en daarmee het energiegebruik aanzienlijk bekorten, tot circa een derde. 
Het vlees wordt gewoonlijk eerst aangebraden en kan dan met water gestoofd worden, maar ook met andere vloeistoffen die een eigen smaak hebben, zoals wijn of bier. Vaak moet tijdens het sudderen het vocht af en toe bijgevuld worden. Soms worden er andere ingrediënten met het vlees meegestoofd voor de smaak of om het vlees mals te maken, zoals uien, een tomaat, laurierblaadjes of kruidnagels.

## Stoverij
De stoofkarbonade of stoverij is een typisch Vlaams gerecht. In Wallonië heet het ook wel carbonade flamande. Het gerecht is verkrijgbaar in de meeste frietkotten en talrijke restaurants in België. Ook in de meeste friettenten in Zuid-Nederland is stoofvlees verkrijgbaar, in Limburg zoervleisj, dat voor het stoven in azijn gemarineerd wordt. De basisingrediënten zijn de taaiere stukken rundvlees, (bruin) bier, mosterd op brood, ui, bouillon en eventuele zoetstoffen zoals bruine suiker, stroop of ontbijtkoek in plaats van brood. Het vlees moet lang garen om het taaie vlees mals te maken.  
De industriële versies van stoofvlees zijn dikwijls op basis van paard. Het vlees wordt eerst in blokjes aangebraden in een braadpan en nadien overgebracht naar een kookpan. Er kunnen aroma's worden toegevoegd zoals laurier, tijm en kruidnagels. 

## Draadjesvlees
In Nederland wordt gestoofd rundvlees (runderlappen) ook draadjesvlees genoemd omdat het uit elkaar gevallen vlees aan draden doet denken. Om draadjesvlees te bekomen is de gaartijd erg lang, en op zeer lage temperatuur (net onder het kookpunt), tijd en temperatuur zijn de enige manier om het collageen in het vlees om te vormen in gelatine. Dit proces kan tussen de 4 en 8 uur duren afhankelijk van het type vlees en de dikte van de nerven.

## Gebruik
Stoofvlees leent zich goed voor een eenpansgerecht: men kan aardappelen en groenten zoals wortelen toevoegen tijdens het stoven. Stoofvlees wordt daarnaast gebruikt voor het bereiden van diverse recepten met groente, aardappelen, rijst en pasta. In een cafetaria wordt stoofvlees doorgaans gebruikt om een friet stoofvlees te bereiden.